# Sericania kurilensis
Sericania kurilensis är en skalbaggsart som beskrevs av Medvedev 1952. Sericania kurilensis ingår i släktet Sericania och familjen Melolonthidae. Inga underarter finns listade i Catalogue of Life.